# Valdorros
Valdorros ist ein Ort und eine Gemeinde (municipio) mit 376 Einwohnern (Stand: 2024) im Zentrum der Provinz Burgos in der Autonomen Gemeinschaft Kastilien und León. Valdorros liegt in der Comarca Arlanza. Das hiesige Weinbaugebiet ist ebenfalls der Denomination Arlanza zugeordnet.

## Lage und Klima
Valdorros liegt etwa 25 Kilometer südlich der Provinzhauptstadt Burgos in einer Höhe von ca. 910 m. 
Durch die Gemeinde verläuft die Autovía A-1 (mit Anschlussstelle). Der Río Cogollos durchquert die Gemeinde im Norden.
Das Klima ist gemäßigt bis warm; Regen (ca. 627 mm/Jahr) fällt übers Jahr verteilt.

## Sehenswürdigkeiten
- Stephanuskirche (Iglesia de San Esteban)
- Einsiedelei Santa Cruz